# Friedrich Kühn (Bildhauer)
Friedrich Kühn (* 26. Februar 1854 in Lauban; † 1937 in München) war ein deutscher Bildhauer und Modelleur.
Kühn war der Sohn eines Schneidermeisters, er studierte seit Oktober 1873 an der Königlichen Akademie der Künste zu München bei Max von Widnmann. In den Jahren 1875 bis 1880 war er im Atelier des Bildhauers Fritz von Miller und von 1882 bis 1883 im Atelier des Bildhauers Rudolf Maison tätig. Für das Jahr 1883 ist er bei der Internationalen Kunstausstellung im Glaspalast als Mitglied der Jury der Münchner Künstlergenossenschaft für den Bereich Bildhauerei verzeichnet. Danach war er selbständig und fertigte vor allem Porträtbüsten und Grabdenkmäler. Seinen ersten internationalen Erfolg hatte er 1885 bei der Ausstellung der Royal Academy of Arts mit seiner Ganymed-Gruppe.

## Werke
- 1908: Bronzeskulptur Trauernde – Grabmal Bürklin, Südfriedhof in Leipzig
- 1910: Denkmal für die Kunstmaler Anton Braith und Christian Mali in Biberach an der Riß

Werkauswahl
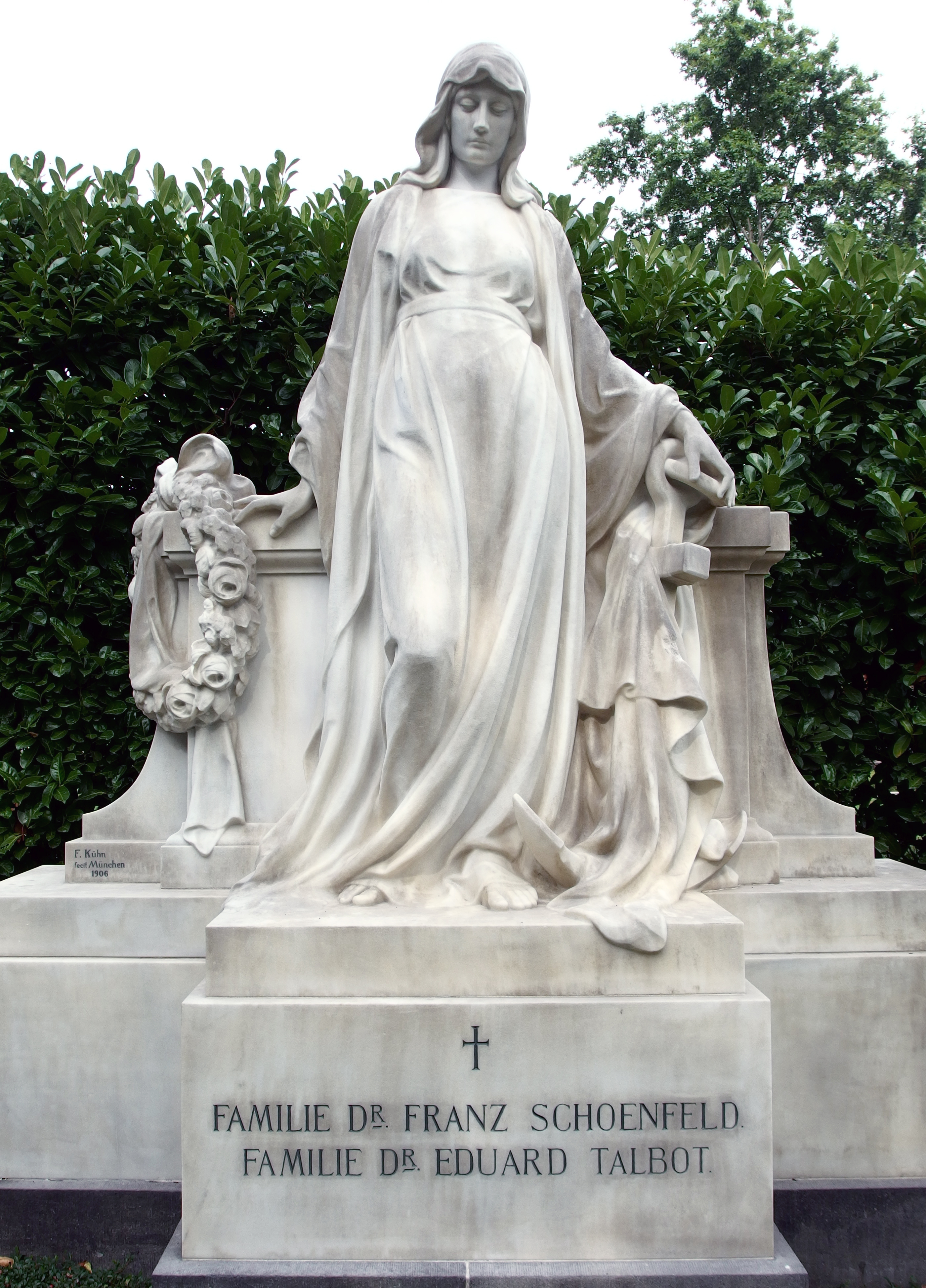
Grabstätte Schoenfeld und Talbot (1906), Nordfriedhof Düsseldorf
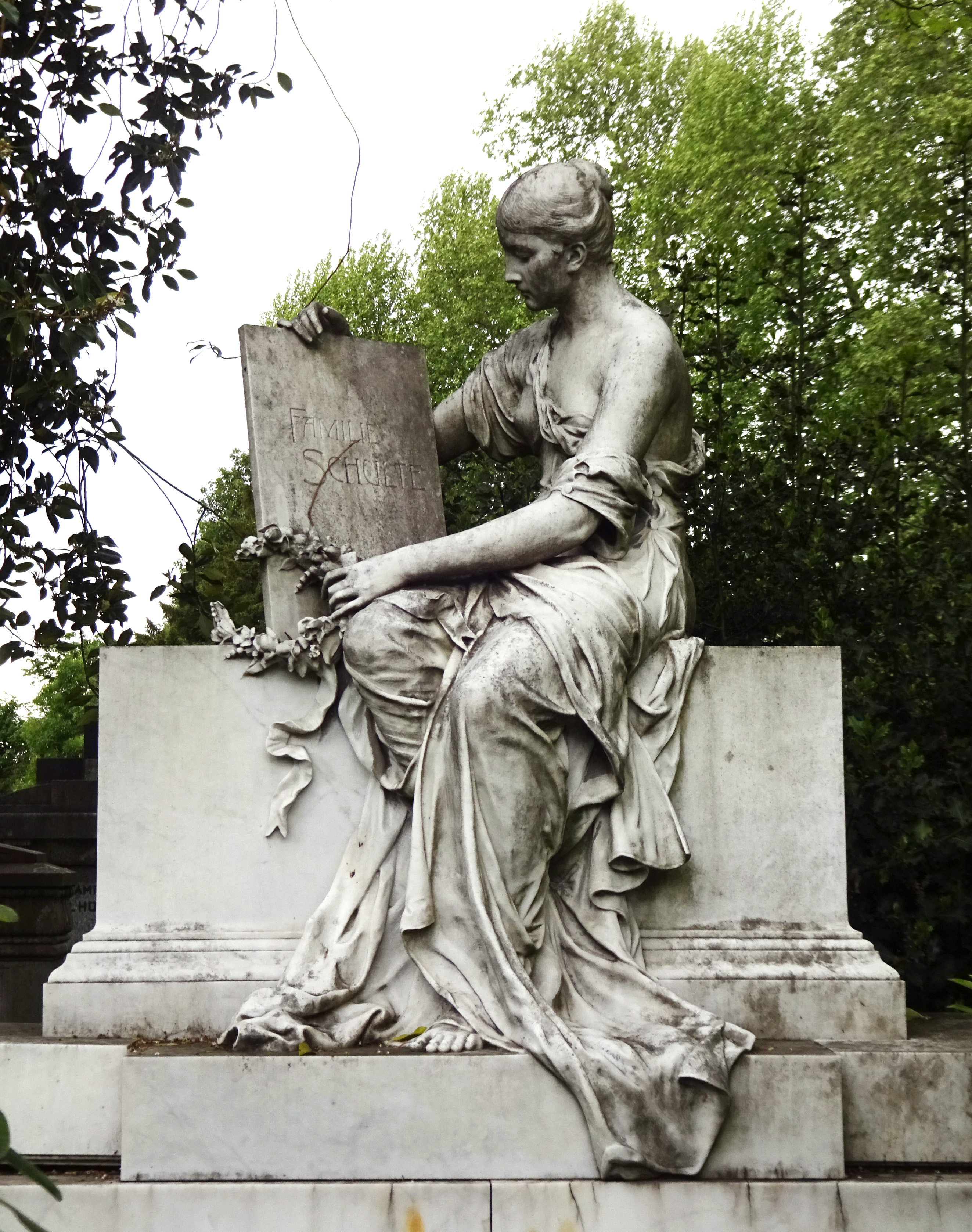
Grabstätte Familie Schulte (um 1900), Nordfriedhof Düsseldorf
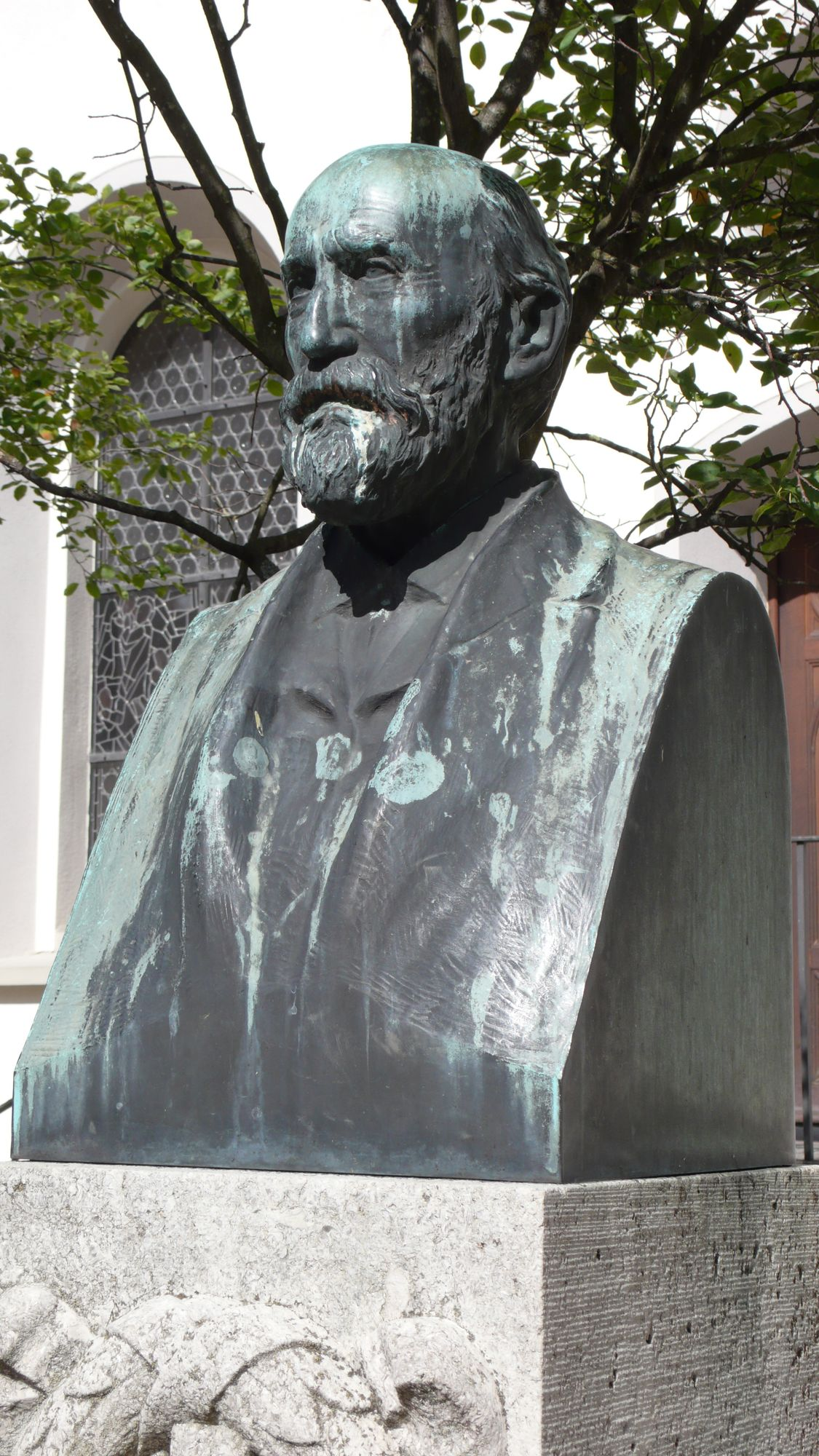
Porträtbüste von Christian Mali
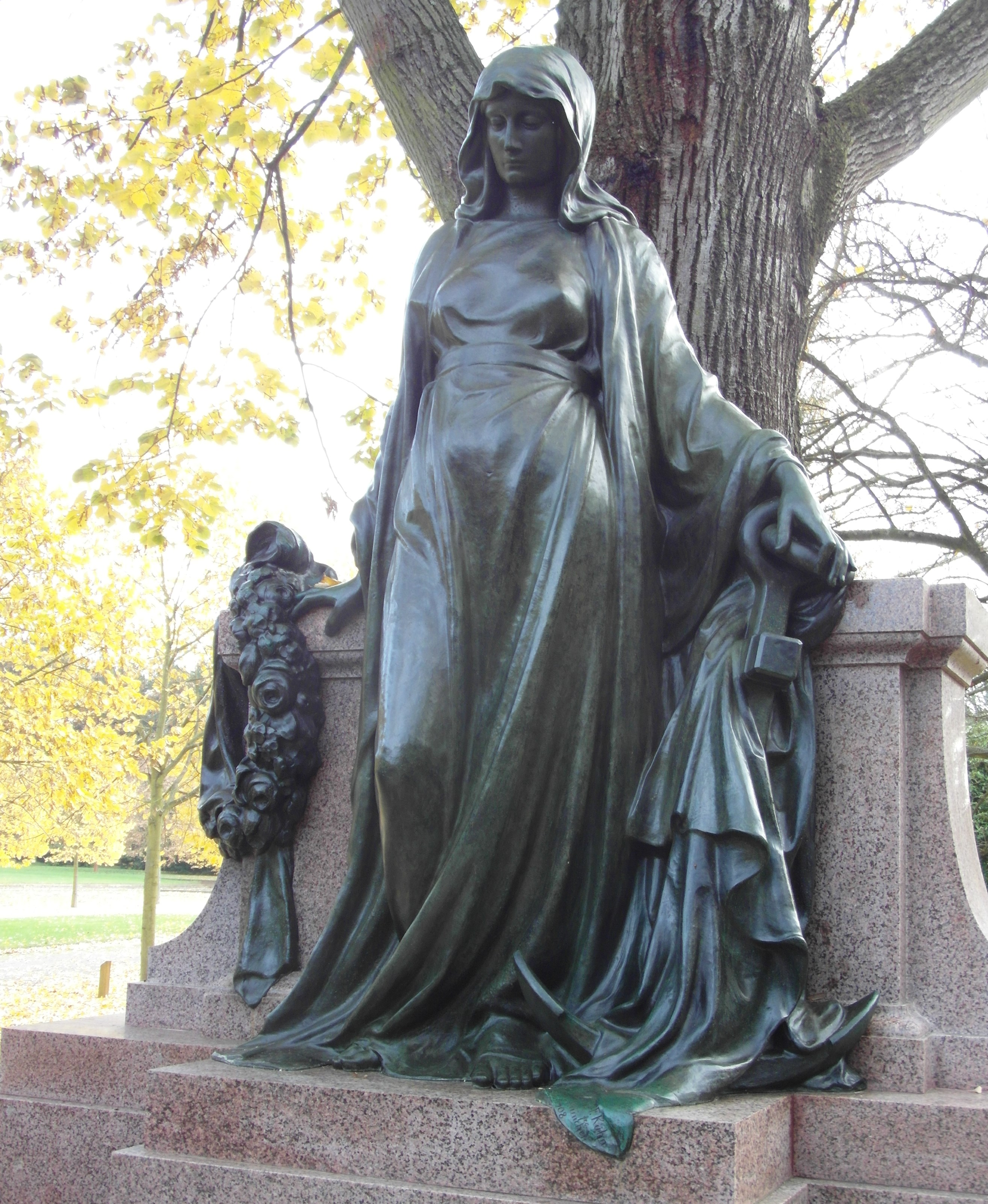
Skulptur Trauernde, Grabmal Bürklin in Leipzig
Braith-Mali-Denkmal in Biberach